# アルセーニエフ沿海地方州立博物館
アルセーニエフ沿海地方州立博物館（ロシア語 :Примо́рский госуда́рственный объединённый музе́й и́мени В. К. Арсе́ньева）は、ロシア沿海地方の州都・ウラジオストクのスヴェトランスカヤ通りにある博物館。

## 概要
沿海地方の自然や歴史が展示されている考古学、民族学を中心とする総合的な博物館である。沿海地方に生息するアムールトラの剥製、出土した古代の土器、沿海地方にかつて存在した渤海国の遺跡の展示、ツングース系の先住民に関する展示、明治時代にウラジオストクに住んでいた日本人や日本に関する展示物などがある。

## 博物館の歴史
1884年にアムール地域研究協会により博物館の設立が決まり、1890年に現在とは違う場所で一般公開が開始された。1925年2月17日にソ連人民委員会評議会の命令により、博物館はアムール地域研究協会から没収され、沿海地方「州」立の博物館となった。1945年9月4日に、ロシア人の探検家ウラジーミル・アルセーニエフ（露: Влади́мир Кла́вдиевич Арсе́ньев）の名前にちなんで、アルセーニエフの名が博物館に付与された。現在の建物に移転したのは1977年である。

## 現在の本館の歴史
現在の本館は、建築家ウラジーミル・アントノヴィッチ・プランセン(露:Владимир Антонович Плансен)の設計により1903年～1906年にかけて建設され、当時極東ロシア最大の貿易会社チュリン&カシャノフ(露:Торговый дом Чурин и Касьянов)のパートナーの一つであるヴァシリー・ペトロヴィッチ・バビンツェフ(露:Василий Петрович Бабинцев)が所有する建物であったが ロシア革命後は、沿海地方州の財政局、美容院、レストラン、太平洋水産海洋研究所、1918年～1924年には横浜正金銀行の浦塩支店などが建物内に入居していた。

## 本館所在地
- Приморский край, г. Владивосток, ул. Светланская, 20 （ウラジオストク市　スヴェトランスカヤ通り20番地）

## 分館
3か所の分館がある。
- アルセーニエフの家記念館（ウラジオストク市　アルセニエヴァ通り７B番地）
- スハノフの家記念館（ウラジオストク市　スハノヴァ通り9番地）
- ウラジオストク市立博物館（ウラジオストク市　ペトラ・ヴェリーコゴ通り6番地)

## 見学時間
- 午前10時～午後7時